# Moselle Open 2022
Moselle Open 2022 byl tenisový turnaj hraný jako součást mužského okruhu ATP Tour na krytých dvorcích s tvrdým povrchem v Arènes de Metz. Devatenáctý ročník Moselle Open probíhal mezi 19. až 25. zářím 2022 ve francouzských Metách.
Turnaj dotovaný 597 900 eury patřil do kategorie ATP Tour 250. Nejvýše nasazeným hráčem ve dvouhře se stal čtvrtý tenista světa Daniil Medveděv. Jako poslední přímý účastník do hlavní singlové soutěže nastoupil 74. hráč žebříčku, Švéd Mikael Ymer. V důsledku invaze Ruska na Ukrajinu na konci února 2022 řídící organizace tenisu ATP, WTA a ITF s grandslamy rozhodly, že ruští a běloruští tenisté mohou dále na okruzích startovat, ale do odvolání nikoli pod vlajkami Ruska a Běloruska.
Třetí singlový titul na okruhu ATP Tour vybojoval 27letý Ital Lorenzo Sonego. Čtyřhru ovládl monacko-polský pár Hugo Nys a Jan Zieliński, jehož členové v semifinále odvrátili mečbol, a získali první společnou trofej.

## Rozdělení bodů a finančních odměn

### Rozdělení bodů
| Soutěž  | Soutěž | vítězové | finalisté | semifinalisté | čtvrtfinalisté | 16 v kole | 28 v kole | Q  | Q2 | Q1 |
| ------- | ------ | -------- | --------- | ------------- | -------------- | --------- | --------- | -- | -- | -- |
| dvouhra | [ 1 ]  | 250      | 150       | 90            | 45             | 20        | 0         | 12 | 6  | 0  |
| čtyřhra | [ 5 ]  | 250      | 150       | 90            | 45             | 0         | —         | —  | —  | —  |

### Finanční odměny
| Soutěž                                | Soutěž      | vítězové | finalisté | semifinalisté | čtvrtfinalisté | 16 v kole | 28 v kole | Q2      | Q1      |
| ------------------------------------- | ----------- | -------- | --------- | ------------- | -------------- | --------- | --------- | ------- | ------- |
| dvouhra                               | [ 1 ] [ 6 ] | 81 310 € | 47 430 €  | 27 885 €      | 16 160 €       | 9 380 €   | 5 730 €   | 2 870 € | 1 565 € |
| čtyřhra                               | [ 5 ]       | 28 250 € | 15 110 €  | 8 860 €       | 4 950 €        | 2 920 €   | —         | —       | —       |
| částka ve čtyřhrách je uvedena na pár |             |          |           |               |                |           |           |         |         |

## Mužská dvouhra

### Nasazení
| Stát                         | Hráč                | ATP | Nasazení |
| ---------------------------- | ------------------- | --- | -------- |
|                              | Daniil Medveděv     | 4.  | 1.       |
| Polsko                       | Hubert Hurkacz      | 10. | 2.       |
| Itálie                       | Lorenzo Musetti     | 30. | 3.       |
| Dánsko                       | Holger Rune         | 31. | 4.       |
| Gruzie                       | Nikoloz Basilašvili | 36. | 5.       |
|                              | Aslan Karacev       | 39. | 6.       |
| Kazachstán                   | Alexandr Bublik     | 44. | 7.       |
| Francie                      | Adrian Mannarino    | 47. | 8.       |
| Žebříček ATP k 12. září 2022 |                     |     |          |

### Jiné formy účasti
Následující hráči obdrželi divokou kartu do hlavní soutěže:
- Richard Gasquet
- Ugo Humbert
- Gilles Simon

Následující hráč nastoupil pod žebříčkovou ochranou:
- Dominic Thiem

Následující hráči postoupili z kvalifikace:
- Grégoire Barrère
- Zizou Bergs
- Evan Furness
- Stan Wawrinka

### Odhlášení
před zahájením turnaj
- Pablo Carreño Busta → nahradil jej  Lorenzo Sonego
- Maxime Cressy → nahradil jej  João Sousa
- Alejandro Davidovich Fokina → nahradil jej  Jiří Lehečka
- Grigor Dimitrov → nahradil jej  Arthur Rinderknech
- Ilja Ivaška → nahradil jej  Mikael Ymer
- Karen Chačanov → nahradil jej  Adrian Mannarino
- Filip Krajinović → nahradil jej  David Goffin
- Gaël Monfils → nahradil jej  Hugo Gaston

## Mužská čtyřhra

### Nasazení
| Stát                                                                    | Hráč            | Stát        | Hráč                   | ATP | Nasazení |
| ----------------------------------------------------------------------- | --------------- | ----------- | ---------------------- | --- | -------- |
| Německo                                                                 | Tim Pütz        | Nový Zéland | Michael Venus          | 15. | 1.       |
| Spojené království                                                      | Lloyd Glasspool | Finsko      | Harri Heliövaara       | 39. | 2.       |
| Francie                                                                 | Nicolas Mahut   | Francie     | Édouard Roger-Vasselin | 74. | 3.       |
| Brazílie                                                                | Rafael Matos    | Španělsko   | David Vega Hernández   | 76. | 4.       |
| Žebříček ATP k 12. září 2022; číslo je součtem umístění obou členů páru |                 |             |                        |     |          |

### Jiné formy účasti
Následující páry obdržely divokou kartu do hlavní soutěže:
- Dan Added /  Albano Olivetti
- Grégoire Barrère /  Quentin Halys

### Odhlášení
před zahájením turnaj
- Simone Bolelli /  Fabio Fognini → nahradili je  Sander Gillé /  Joran Vliegen

## Přehled finále

### Mužská dvouhra
- Lorenzo Sonego vs.  Alexandr Bublik, 7–6(7–3), 6–2

### Mužská čtyřhra
- Hugo Nys /  Jan Zieliński vs.  Lloyd Glasspool /  Harri Heliövaara, 7–6(7–5), 6–4